# Hornhauthobel

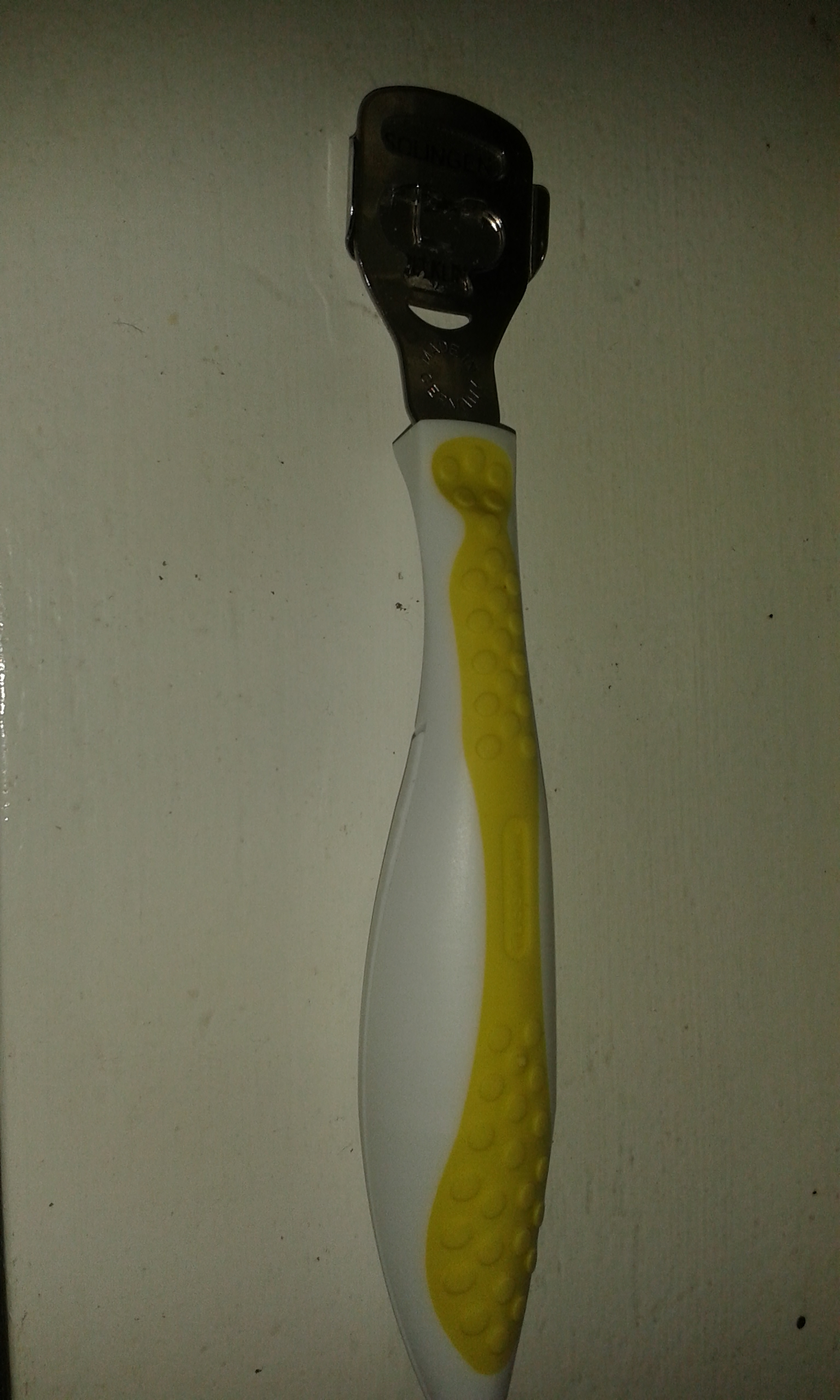
Handelsüblicher Hornhauthobel

Video: Hornhauthobel beim Hornhaut hobeln

Ein Hornhauthobel ist ein Gerät zur medizinischen und kosmetischen Entfernung von Hornhaut, überwiegend an Füßen (siehe dazu Pediküre), aber auch etwa an Händen. Man spricht auch von der abrasiven Behandlung hyperkeratotischer Hautveränderungen.
Der Hornhauthobel besteht aus einem meist gewölbten Griff und einer Klinge aus Keramik oder Metall. Da diese sehr scharf ist, kann es bei unvorsichtigem Gebrauch zu Schnittverletzungen kommen. Aus diesem Grund ist der Hornhauthobel in einigen Staaten verboten. Bei der Behandlung mit einem Hornhauthobel muss sich der Anwender auf eine längerfristige Pflege einstellen. Die Hornhautschichten werden mit diesem nacheinander in mehreren Schichten abgetragen und die Behandlung muss in Zeitabständen mehrfach wiederholt werden, damit die betroffene Körperstelle (meistens der Fuß) hornhautfrei bleibt. Allerdings sollte zwischen den einzelnen Behandlungen ein Zeitraum von mehreren Tagen liegen, da es sonst zu Hautreizungen und/oder einer noch dickeren Hornhaut kommen kann.
Unterschieden wird zwischen Einwegmodellen mit fest integrierter Klinge und preislich teureren Modellen, an denen man den Klingenkopf austauschen und nachkaufen kann.
Der Hornhauthobel ist nicht zu verwechseln mit der Hornhautraspel, welche wegen der scharfen und sichtbaren Schnittkanten durch den Hobel an der behandelten Stelle oft zur Nachbehandlung verwendet wird.
Der Hornhauthobel geht auf Instrumente zurück, die der Franzose Nicolas-Laurent LaForest in seinem 1782 veröffentlichten Buch "L’art de soigner les pieds" ("Die Kunst, Füße zu heilen") präsentierte, zurück. Die unterschiedlichen Werkzeuge (Skalpelle) glichen dabei den heute verwendeten Utensilien.

## Belege
1. ↑  T-Online.de: Stiftung Warentest rät zu Vorsicht bei Hornhauthobeln
2. ↑  Rescue your nails: Seite 129 (engl.)
3. ↑  Revue du Prodologue: Laforest NL. L’art de soigner les pieds, 1782. Fac similé Caducea, Bruxelles, 1979 (Memento des Originals vom 31. Januar 2017 im Internet Archive)  Info: Der Archivlink wurde automatisch eingesetzt und noch nicht geprüft. Bitte prüfe Original- und Archivlink gemäß Anleitung und entferne dann diesen Hinweis.